# Peperomia nemorosa
Peperomia nemorosa är en pepparväxtart som beskrevs av C. Dc.. Peperomia nemorosa ingår i släktet peperomior, och familjen pepparväxter. Inga underarter finns listade i Catalogue of Life.